# WrestleMania 36
WrestleMania 35 – trzydziesta szósta gala wrestlingu z cyklu WrestleMania wyprodukowana przez federację WWE dla zawodników z brandów Raw, SmackDown i NXT. Odbyła się 25 i 26 marca 2020 w WWE Performance Center w Orlando w stanie Floryda, a gala została wyemitowana 4 i 5 kwietnia 2020. Emisja była przeprowadzana na żywo za pośrednictwem WWE Network oraz w systemie pay-per-view.
Na gali odbyło się dziewiętnaście walk podzielonych na dwie noce, w tym dwie podczas pre-show po jednym na każdą noc oraz jedna, która była dark matchem. W walce wieczoru pierwszej nocy, The Undertaker, powrócił do swojej postaci "American Bad Ass" po ponad 16 latach i pokonał AJ Stylesa w Boneyard matchu, co okazało się było ostatnią walką The Undertakera w karierze, W walce wieczoru SmackDown, Braun Strowman pokonał Goldberga i zdobył Universal Championship. W innych ważnych walkach, Becky Lynch pokonała Shaynę Baszler broniąc Raw Women’s Championship oraz Kevin Owens pokonał Setha Rollinsa w No Disqualification matchu. W walce wieczoru drugiej nocy, co było walką wieczoru Raw, Drew McIntyre pokonał Brocka Lesnara zdobywając WWE Championship, po tym odbył się dark match w którym McIntyre obronił swój tytuł przeciwko Big Showowi, która została pokazana 6 kwietnia na odcinku Raw. W przedostatniej walce, "The Fiend" Bray Wyatt pokonał Johna Cenę w Firefly Fun House matchu. W innych ważnych walkach, Edge pokonał Randy’ego Ortona w Last Man Standing matchu, co było pierwszą walką Edge’a od kwietnia 2011 oraz Charlotte Flair pokonała Rheę Ripley zdobywając po raz drugi w swojej karierze NXT Women’s Championship oraz był to pierwszy przypadek w którym mistrzostwo NXT było bronione podczas WrestleManii.

## Produkcja

### Przygotowania
WrestleMania jest sztandarowym cyklem gal pay-per-view federacji WWE, potocznie nazywa się ją Super Bowlem rozrywki sportowej. Cykl rozpoczął się wraz z pierwszą galą, 31 marca 1985. WrestleMania 36 była trzydziestą szóstą galą chronologii, pierwszą galą organizowaną w WWE Performance Center w Orlando oraz pierwszą galą bez publiczności. Sprzedaż biletów na wydarzenie rozpoczęła się 29 października 2018, natomiast specjalne pakiety podróżne sprzedawane były od 16 listopada. 19 marca, ogłoszono, że zawodnik National Football League (NFL) Rob Gronkowski poprowadzi WrestleManię 36.
WrestleMania oferowała walki profesjonalnego wrestlingu z udziałem wrestlerów należących do brandów Raw, SmackDown i NXT. Oskryptowane rywalizacje (storyline’y) kreowane są podczas cotygodniowych gal Raw, SmackDown i NXT. Wrestlerzy są przedstawieni jako heele (negatywni, źli zawodnicy i najczęściej wrogowie publiki) i face’owie (pozytywni, dobrzy i najczęściej ulubieńcy publiki), którzy rywalizują pomiędzy sobą w seriach walk mających budować napięcie. Kulminacją rywalizacji jest walka wrestlerska lub ich seria.
Oficjalnym motywem muzycznym gali było „Blinding Lights” autorstwa The Weeknd.

### Wpływ COVID-19
Wydarzenie miało pierwotnie odbyć się na Raymond James Stadium w Tampie w stanie Floryda wyłącznie 5 kwietnia 2020 i miało być transmitowane na żywo. W wyniku pandemii COVID-19 inne promocje wrestlingowe zaczęły odwoływać lub odkładać swoje pokazy, próbując zapobiec dalszemu rozprzestrzenianiu się wirusa COVID-19. Stało się to prawdą po tym, jak National Basketball Association (NBA) zawiesiła sezon po tym, jak dwóch z jego graczy uzyskało pozytywny wynik testu na COVID-19, co spowodowało ogromny efekt domina, skutecznie zamykając ogromną większość świata sportu w ciągu pięciu dni. Rozmawiając z Tampa Bay Times o tym, jak ta epidemia może wpłynąć na WrestleManię 36, główny oficer rosteru WWE, Stephanie McMahon, powiedziała: „Zdrowie i bezpieczeństwo nie tylko naszych fanów, ale także naszych supergwiazd, naprawdę jest najważniejsze... Nie chcemy postawić nikogo w złej sytuacji, niezależnie od okoliczności. To nie jest ryzyko, które warto podjąć”. Wiceprezes wykonawczy WWE ds. wydarzeń specjalnych John Saboor zauważył ponadto, że stale monitorują globalne wydarzenia. 12 marca odbyło się spotkanie urzędników Tampy w celu ustalenia losu WrestleManii 36; postanowiono, że wydarzenie będzie przebiegało nadal zgodnie z planem, o ile sytuacja nie pogorszy się w ciągu tygodnia. Komisarz hrabstwa Hillsborough, Les Miller, stwierdził dalej, że jeśli sytuacja nie poprawi się w następnym tygodniu, „wyciągną wtyczkę” z WrestleManii 36, jeśli WWE nie zrobi tego samemu. Następnie WWE stwierdziło, że ma gotowy plan awaryjny na wypadek odwołania wydarzenia.
16 marca WWE ogłosiło, że gala odbędzie się w WWE Performance Center w Orlando w stanie Floryda z udziałem jedynie niezbędnego personelu, tak jak w przypadku wszystkich innych cotygodniowych programów WWE podczas tej pandemii. Następnie WWE ogłosiło, że WrestleMania 36 zostanie podzielona na dwie noce, która odbędzie się 4 i 5 kwietnia. Przeprowadzka skutecznie uczyniła z WrestleManii trzecią WrestleManię, która odbędzie się w mieście Orlando, po XXIV i 33. Wielu widzów widziało to również jako WWE biorący pomysł z New Japan Pro-Wrestling (NJPW), który miał swoje wydarzenie Wrestle Kingdom 4 i 5 stycznia wcześniej w tym roku. Marketing wydarzenia następnie podkreślił zmianę formatu, z nowym hasłem „Too Big for Just One Night!”.
Następnie PWInsider poinformowało, że WWE nagrywało kilka odcinków swoich cotygodniowych programów (z wyjątkiem transmisji na żywo z odcinka Raw z 23 marca) do przyszłych transmisji, a także samą WrestleManię (oznaczając pierwszą WrestleManię, która miała być nagrana wcześniej niż na żywo), w dniach 21-26 marca. Tapingi WrestleManii w Performance Center odbyły się pomiędzy 25 a 26 marca. Poinformowano, że WWE nagrało odcinki Raw i NXT po WrestleManii po zakończeniu produkcji na WrestleManii, przed zrobieniem sobie dwutygodniowej przerwy.

### Rywalizacje
Czując się tak, jakby nikt nie zasługiwał na okazję, by rzucić mu wyzwanie na Royal Rumble lub WrestleManii, WWE Champion z Raw, Brock Lesnar, zdecydował się wejść do męskiego Royal Rumble matchu jako uczestnik z numerem jeden. Lesnar zdominował pierwszą połowę walki, aż w końcu został wyeliminowany przez Drew McIntyre’a z Raw, który wygrał walkę, zdobywając w ten sposób wybraną przez siebie walkę o światowe mistrzostwo na WrestleManii. Następnej nocy na odcinku Raw, McIntyre ogłosił, że wyzwie Lesnara na pojedynek o WWE Championship podczas tej gali. Na Super ShowDown, Lesnar zachował tytuł w walce z Ricochetem, utrzymując go jako obrońcę tytułu przeciwko McIntyre’owi na WrestleManii.
Na Super ShowDown, AJ Styles był uczestnikiem Gauntlet matchu o Tuwaiq Mountain Trophy. Ostateczny uczestnik Rey Mysterio został zaatakowany na backstage’u przez kolegów z drużyny O.C. Luke’a Gallowsa i Karla andersona, co skłoniło Stylesa zadeklarować siebie jako zwycięzcę przez walkower. Sędzia podawał Mysterio do czasu doliczenia do dziesięciu, podczas którego kamera wycięła backstage, pokazując, że Gallows i Anderson zostali zaatakowani przez The Undertakera, co spowodowało niespodziewany powrót. Undertaker następnie wszedł, zajmując miejsce Mysterio i wykonał Chokeslam na Stylesie, aby wygrać walkę i trofeum. Na następnym odcinku Raw, niezadowolony Styles szydził z Undertakera za to, że wciąż walczy i wydał ostrzeżenie. Następnie Undertaker pojawił się na Elimination Chamber i kosztował Stylesa jego No Disqualification match z Aleisterem Blackiem. Następnej nocy na Raw, Styles szydził z Undertakera, obwiniając jego żonę Michelle McCool za to, dlaczego Undertaker wraca do wrestlingu, jednocześnie nazywając Undertakera jego prawdziwym imieniem, Mark Calaway. Styles następnie wyzwał Undertakera na pojedynek na WrestleManii. Podpisanie kontraktu na walkę odbyło się w następnym tygodniu. Styles następnie wyzwał Undertakera na pojedynek w stypulacji Boneyard match, a Undertaker przyjął wyzwanie, wydając promocję w jego gimicku "American Bad Ass" (około 2000-2003).
Po zdobyciu Universal Championship ze SmackDown na Super ShowDown, WWE Hall of Famer Goldberg pojawił się następnej nocy w odcinku SmackDown i rzucił otwarte wyzwanie, wypowiadając swoje hasło "Kto następny?" Roman Reigns przerwał i popatrzył na Goldberga, zanim przyjął wyzwanie, które zostało później zaplanowane na WrestleManię. Jednak tuż przed wydarzeniem Reigns poprosił o usunięcie siebie z walki ze względu na zwiększone ryzyko COVID-19, ponieważ był w stanie obniżonej odporności z powodu wcześniejszych problemów zdrowotnych z białaczką; Sam Reigns potwierdził raport i stwierdził, że WWE spełniło prośbę. Triple H potwierdził również raport w 29 marca w wywiadzie dla ESPN Sportscenter. Pięć dni później, 3 kwietnia na odcinku SmackDown, Braun Strowman został ogłoszony jako zastępca Reignsa w walce, co czyni pierwszą WrestleManią od czasu WrestleManii XXVIII, gdzie Reigns nie pojawił się.
Na Royal Rumble, Charlotte Flair z Raw wygrała Royal Rumble match kobiet, dzięki czemu zdobyła wybraną przez siebie walkę o kobiece mistrzostwo na WrestleManii. 3 lutego na odcinku Raw, Flair stwierdziła, że pokonała mistrzynie zarówno Raw, jak i SmackDown i wielokrotnie zdobywała te tytuły. Została wtedy przerwana przez Rheę Ripley, NXT Women’s Champion – tytuł, który Flair zdobyła tylko raz w okresie niemowlęctwa NXT w 2014 roku. Ripley oświadczyła, że Flair powinna rzucić jej wyzwanie, ponieważ pokonała Flair, ale Flair nigdy jej nie pokonała. Flair nadal zwlekała z udzieleniem odpowiedzi, aż Ripley obroniła swój tytuł na TakeOver: Portland 16 lutego. Po tym, jak Ripley zachowała swój tytuł na gali NXT, wpadła w zasadzkę Flair, która przyjęła wyzwanie Ripley na walkę na WrestleManii, co oznacza, że po raz pierwszy zwycięzca Royal Rumble wybrał mistrzostwo NXT, o które będzie walczył, a sam tytuł jest pierwszym mistrzostwem NXT który był broniony podczas WrestleManii.
Przed Survivor Series, rozpoczęła się rywalizacja pomiędzy Becky Lynch z Raw i Shayną Baszler z NXT. Podczas gali Baszler wygrała non-title Triple threat o supremację brandu pomiędzy mistrzyniami trzech brandów, poddając SmackDown Women’s Champion Bayley. Zirytowana Lynch zaatakowała Baszler po walce położyła ją na stół komentatorski. Po straceniu NXT Women’s Championship, Baszler pojawiła się jako trzydziesta uczestniczka Royal Rumble matchu kobiet, zajmując drugie miejsce. Po obronie tytułu Lynch na odcinku Raw 10 lutego, Baszler zaatakowała Lynch i ugryzła ją w kark, tym samym ponownie rozpalając ich feud. Baszler została następnie ogłoszona do Raw Women’s Elimination Chamber matchu na gali o tej samej nazwie, gdzie samodzielnie wyeliminowała wszystkie swoje rywalki, aby wygrać i zdobyć walkę o Raw Women’s Championship z Lynch na WrestleManii.
John Cena, który ostatnio pojawił się podczas Raw Reunion w lipcu 2019 roku, powrócił z przerwy podczas odcinka SmackDown 28 lutego 2020 roku, aby zająć się swoją rolą na WrestleManii. Pozornie ogłaszając przejście na emeryturę, Cena zadeklarował, że nie pojawi się na tym wydarzeniu, stwierdzając, że miejsca na WrestleManię powinny zostać zdobytę. Gdy Cena pożegnał publiczność ze sceny, zgasły światła. Kiedy się ponownie zapaliły, za Ceną pojawił się "The Fiend" Bray Wyatt. Następnie The Fiend wskazał na znak WrestleManii, sygnalizując wyzwanie Cenie, który po prostu skinął głową w znak akceptacji. Wtedy ogłoszono walkę pomiędzy nimi, będący rewanżem z WrestleManii XXX w 2014 roku. 27 marca, Wyatt wyzwał Cenę na pojedynek w stypulacji Firefly Fun House match, a Cena zaakceptował.
Po tym, jak został zmuszony do przejścia na emeryturę w 2011 roku z powodu poważnej kontuzji szyi, WWE Hall of Famer Edge powrócił na Royal Rumble w 2020 roku podczas walki o tej samej nazwie, gdzie miał krótkie spotkanie z Randym Ortonem; Edge wyeliminował Ortona przed jego własną eliminacją. Na następnym odcinku Raw, Edge wyjaśnił, w jaki sposób udało mu się powrócić. Następnie Orton powitał Edge’a z powrotem i zasugerował zreformowanie Rated-RKO, ale obrócił się przeciwko Edge’owi i wykonał na nim RKO, przechodząc tym samym heel turn. Po zaatakowaniu szyi Edge’a stalowym krzesłem, Orton rozbił głowę Edge’a pomiędzy dwoma stalowymi krzesłami w manewrze znanym jako "Conchairto". Żona Edge’a i koleżanka z Hall of Fame, Beth Phoenix, pojawiła się 2 marca, aby przekazać informacje medyczne o swoim mężu. Orton przerwał i powiedział, że zaatakował Edge’a, aby pozostać w domu i nadal być mężem i ojcem ich dzieci. Następnie obwinił Phoenix za atak, twierdząc, że pozwoliła Edge’owi powrócić do walk w ringu. Phoenix uderzyła Ortona, który z kolei wykonał na niej RKO. Edge powrócił w następnym tygodniu w talk show Montela Vontaviousa Portera (MVP), "VIP Lounge". Orton próbował zaatakować Edge’a, ale Edge wykonał własne RKO na Ortonie. Po wycofaniu się Ortona Edge dwukrotnie wykonał Conchairto na MVP jako ostrzeżenie dla Ortona. Edge następnie wyzwał Ortona na Last Man Standing match na WrestleManii, a Orton przyjął wyzwanie.
Na Survivor Series, Seth Rollins służył jako kapitan Team Raw podczas męskiego Survivor Series elimination matchu, ale kwestionował lojalność Kevina Owensa wobec drużyny z powodu pojawienia się Owensa na NXT TakeOver: WarGames; Raw poniósł druzgocącą pożarkę na Survivor Series, wygrywając tylko jeden z siedmiu walk pomiędzy brandami. Rollins skrytykował skład Raw za ich słaby występ i ponownie zakwestionował lojalność Owensa, który odpowiedział wykonaniem Stunner na Rollinsie. Owens następnie stał się celem AOP (Akam i Rezar). Chociaż Owens oskarżył Rollinsa o to, że stoi za atakami AOP, Rollins zaprzeczył oskarżeniom, chociaż ostatecznie dołączył do AOP, przechodząc heel turn. Następnie Rollins zaczął nazywać siebie "Mesjaszem Poniedziałkowej Nocy" i zwerbował Murphy’ego do swojej nowej frakcji z AOP; Rollins i Murphy ostatecznie wygrali razem Raw Tag Team Championship. Na Royal Rumble Rollins wyeliminował Owensa z walki o tej samej nazwie dzięki pomocy AOP i Murphy’ego. Rollins i Murphy stracili tytuły w odcinku Raw, a podczas rewanżu w Elimination Chamber Owens kosztował ich walkę i później wykonał Stunner na Rollinsie. Następnej nocy na odcinku Raw, Rollins wyzwał Owensa na pojedynek, a Owens zaakceptował walkę która została zabookowana na WrestleManię.
Podczas Survivor Series Kickoff Heavy Machinery (Otis i Tucker) wzięło udział w międzybrandowym Tag Team Battle Royalu, który wygrał Dolph Ziggler i Robert Roode; obie drużyny wdały się w feud po gali. Również w tym czasie Otis rozpoczął romans z Mandy Rose. 14 lutego na odcinku SmackDown Otis miał zaplanowaną walentynkową randkę z Rose; jednak Ziggler przybył pierwszy i to on odbił z nią randkę, powodując, że Otis odszedł ze złamanym sercem. 6 marca, Otis przeprosił Rose, która odrzuciła przeprosiny. Heavy Machinery następnie wzięli udział w SmackDown Tag Team Championship Elimination Chamber matchu, gdzie zostali wyeliminowani przez Zigglera i Roode’a. 20 marca na odcinku SmackDown, Ziggler odwrócił uwagę Otisa podczas Tag Team matchu, pokazując zdjęcia jego i Rose razem, rozwścieczając Otisa, co spowodowało zdyskwalifikowanie Heavy Machinery, co kosztowało ich kolejną szansę na tytuł. Ziggler następnie wyzwał Otisa na pojedynek na WrestleManii, a Otis zaakceptował. Na ostatnim SmackDown przed WrestleManią, tajemniczy haker (później ujawniony jako Mustafa Ali) pojawił się na TitanTron podczas walki Zigglera z Tuckerem i ujawnił, że partnerka Tag Teamu Fire and Desire Rose, Sonya Deville, spiskowała z Zigglerem, aby sabotować walentynkową randkę Rose z Otisem.

## Wyniki walk
| Nr                                                                   | Wyniki                                                                                | Stypulacje                                                       | Czas  |
| -------------------------------------------------------------------- | ------------------------------------------------------------------------------------- | ---------------------------------------------------------------- | ----- |
| 1P                                                                   | Cesaro pokonał Drew Gulaka                                                            | Singles match                                                    | 4:25  |
| 2                                                                    | Alexa Bliss i Nikki Cross pokonały The Kabuki Warriors (Asukę i Kairi Sane) (c)       | Tag Team match o WWE Women’s Tag Team Championship               | 15:05 |
| 3                                                                    | Elias pokonał Kinga Corbina                                                           | Singles match                                                    | 9:00  |
| 4                                                                    | Becky Lynch (c) pokonała Shaynę Baszler                                               | Singles match o WWE Raw Women’s Championship                     | 8:30  |
| 5                                                                    | Sami Zayn (c) (z Cesaro i Shinsuke Nakamurą) pokonał Daniela Bryana (z Drew Gulakiem) | Singles match o WWE Intercontinental Championship                | 9:20  |
| 6                                                                    | John Morrison (c) pokonał Jimmy’ego Uso i Kofiego Kingstona                           | Triple Threat Ladder match o WWE SmackDown Tag Team Championship | 18:30 |
| 7                                                                    | Kevin Owens pokonał Setha Rollinsa                                                    | No Disqualification match                                        | 17:20 |
| 8                                                                    | Braun Strowman pokonał Goldberga (c)                                                  | Singles match o WWE Universal Championship                       | 2:10  |
| 9                                                                    | The Undertaker pokonał AJ Stylesa (z Lukiem Gallowsem i Karlem Andersonem)            | Boneyard match                                                   | 24:00 |
| (c) – mistrz/mistrzyni przed walkąP – walka miała miejsce w pre-show |                                                                                       |                                                                  |       |

| Nr | Wyniki | Stypulacje                                                         | Czas  |
| --- | --- | ------------------------------------------------------------------ | ----- |
| 1P | Liv Morgan pokonała Natalyę                                                                                     | Singles match                                                      | 6:25  |
| 2 | Charlotte Flair pokonała Rheę Ripley (c) poprzez submission                                                     | Singles match o NXT Women’s Championship                           | 20:30 |
| 3 | Aleister Black pokonał Bobby’ego Lashleya (z Laną)                                                              | Singles match                                                      | 7:20  |
| 4 | Otis pokonał Dolpha Zigglera (z Sonyą Deville)                                                                  | Singles match                                                      | 8:15  |
| 5 | Edge pokonał Randy’ego Ortona                                                                                   | Last Man Standing match                                            | 36:55 |
| 6 | The Street Profits (Angelo Dawkins i Montez Ford) (c) pokonał Angela Garzę i Austina Theory’ego (z Zeliną Vegą) | Tag Team match o WWE Raw Tag Team Championship                     | 6:20  |
| 7 | Bayley (c) pokonała Sashę Banks, Lacey Evans, Naomi i Taminę                                                    | Fatal 5-Way Elimination match o WWE SmackDown Women’s Championship | 19:20 |
| 8 | "The Fiend" Bray Wyatt pokonał Johna Cenę                                                                       | Firefly Fun House match                                            | 13:00 |
| 9 | Drew McIntyre pokonał Brocka Lesnara (c) (z Paulem Heymanem)                                                    | Singles match o WWE Championship                                   | 4:35  |
| 10D | Drew McIntyre (c) pokonał Big Showa                                                                             | Singles match o WWE Championship                                   | 6:55  |
| (c) – mistrz/mistrzyni przed walkąD – walka była dark matchem (nietransmitowana w TV)P – walka miała miejsce w pre-show | |                                                                    |       |

### Fatal 5-Way Elimination match o SmackDown Women’s Championship
| Nr. eliminacji | Wrestlerka  | Wyeliminowana przez                      | Metoda eliminacji                                       | Czas  |
| -------------- | ----------- | ---------------------------------------- | ------------------------------------------------------- | ----- |
| 1              | Tamina      | Bayley, Naomi, Lacey Evans i Sashę Banks | Przypięta po otrzymaniu Split-Legged Moonsault od Naomi | 6:35  |
| 2              | Naomi       | Sashę Banks                              | Odklepała po założeniu dźwigni Bank Statement           | 10:20 |
| 3              | Sasha Banks | Lacey Evans                              | Przypięta po otrzymaniu Woman’s Right                   | 13:25 |
| 4              | Lacey Evans | Bayley                                   | Przypięta po otrzymaniu Rose Plant                      | 19:20 |
| Zwyciężczyni   | Bayley (c)  | —                                        | —                                                       | 19:20 |